# 동래구의회
동래구의회는 부산광역시 동래구 지역을 관할하는 기초의회이다.